# Championnats du monde de badminton 2021
Navigation
Bâle 2019 Madrid 2022
Les championnats du monde de badminton 2021, 26e édition de cette compétition, ont lieu du 12 au 19 décembre 2021 à Huelva, en Espagne.
En raison de la pandémie de Covid-19, la majorité de la délégation indonésienne renonce à ces championnats. Le champion du monde en titre japonais Kento Momota déclare forfait en raison d'une blessure subie lors des BWF World Tour Finals tandis que l'Espagnole Carolina Marín est toujours convalescente d'une blessure au genou gauche subie au début de l'année.
Du fait de l'exclusion de la Russie par le Tribunal arbitral du sport de toutes compétitions internationales jusqu'en décembre 2022, les joueurs de badminton russes ne peuvent représenter officiellement la Russie. Ils participent donc de manière « neutre » à la compétition en représentant leur fédération sportive.

## Nations participantes
322 joueurs de 49 pays participent à ces championnats.

## Résultats

### Podiums
| Épreuve                           | Or                                             | Argent                        | Bronze                              |
| --------------------------------- | ---------------------------------------------- | ----------------------------- | ----------------------------------- |
| Simple hommes résultats détaillés | Loh Kean Yew                                   | Srikanth Kidambi              | Anders Antonsen                     |
| Simple hommes résultats détaillés | Loh Kean Yew                                   | Srikanth Kidambi              | Lakshya Sen                         |
| Simple dames résultats détaillés  | Akane Yamaguchi                                | Tai Tzu-ying                  | He Bingjiao                         |
| Simple dames résultats détaillés  | Akane Yamaguchi                                | Tai Tzu-ying                  | Zhang Yiman                         |
| Double hommes résultats détaillés | Takuro Hoki Yugo Kobayashi                     | He Jiting Tan Qiang           | Kim Astrup Anders Skaarup Rasmussen |
| Double hommes résultats détaillés | Takuro Hoki Yugo Kobayashi                     | He Jiting Tan Qiang           | Ong Yew Sin Teo Ee Yi               |
| Double dames résultats détaillés  | Chen Qingchen Jia Yifan                        | Lee So-hee Shin Seung-chan    | Mayu Matsumoto Wakana Nagahara      |
| Double dames résultats détaillés  | Chen Qingchen Jia Yifan                        | Lee So-hee Shin Seung-chan    | Kim So-yeong Kong Hee-yong          |
| Double mixte résultats détaillés  | Dechapol Puavaranukroh Sapsiree Taerattanachai | Yuta Watanabe Arisa Higashino | Kyohei Yamashita Naru Shinoya       |
| Double mixte résultats détaillés  | Dechapol Puavaranukroh Sapsiree Taerattanachai | Yuta Watanabe Arisa Higashino | Tang Chun Man Tse Ying Suet         |

### Tableau des médailles
| Rang  | Nation         | Or | Argent | Bronze | Total |
| ----- | -------------- | -- | ------ | ------ | ----- |
| 1     | Japon          | 2  | 1      | 2      | 5     |
| 2     | Chine          | 1  | 1      | 2      | 4     |
| 3     | Singapour      | 1  | 0      | 0      | 1     |
| 3     | Thaïlande      | 1  | 0      | 0      | 1     |
| 5     | Corée du Sud   | 0  | 1      | 1      | 2     |
| 5     | Inde           | 0  | 1      | 1      | 2     |
| 7     | Taipei chinois | 0  | 1      | 0      | 1     |
| 8     | Danemark       | 0  | 0      | 2      | 2     |
| 9     | Hong Kong      | 0  | 0      | 1      | 1     |
| 9     | Malaisie       | 0  | 0      | 1      | 1     |
| Total | Total          | 5  | 5      | 10     | 20    |